# Hitachi Sundiva
Los Hitachi Sundiva (日立サンディーバ Hitachi Sandība?) son un equipo de sóftbol femenino de Japón con sede en Yokohama, Kanagawa. Compiten en la East Division de la Japan Diamond Softball League (JD.League).

## Historia
Los Sundiva fueron fundados en 1985 como equipo de sóftbol de Hitachi Software (una fábrica de Hitachi).
La Japan Diamond Softball League (JD.League) se fundó en 2022, y los Sundiva se unieron a la nueva liga formando parte de la East Division.

## Roster actual
- Actualizado el abril de 2022.[4]

| Posición        | N.º       | Nombre           | Edad      | Altura              | Bateo     | Lanz.     | Notas                                                      |
| Jugadoras       | Jugadoras | Jugadoras        | Jugadoras | Jugadoras           | Jugadoras | Jugadoras | Jugadoras                                                  |
| --------------- | --------- | ---------------- | --------- | ------------------- | --------- | --------- | ---------------------------------------------------------- |
| Lanzadoras      | 13        | Akari Tanai      | 27 años   | 160 cm (5 ft 3 in)  | Izquierda | Izquierda |                                                            |
| Lanzadoras      | 16        | Masaki Sato      | 22 años   | 167 cm (5 ft 6 in)  | Derecha   | Derecha   |                                                            |
| Lanzadoras      | 17        | Suzuka Hasegawa  | 26 años   | 165 cm (5 ft 5 in)  | Izquierda | Izquierda |                                                            |
| Lanzadoras      | 18        | Mio Sakamoto     | 24 años   | 163 cm (5 ft 4 in)  | Derecha   | Derecha   |                                                            |
| Lanzadoras      | 22        | Taylor McQuillin | 28 años   | 173 cm (5 ft 8 in)  | Izquierda | Izquierda | Compitió en los Juegos Olímpicos 2020                      |
| Receptoras      | 2         | Hiroyo Hattori   | 27 años   | 162 cm (5 ft 4 in)  | Derecha   | Derecha   |                                                            |
| Receptoras      | 7         | Yui Sakamoto     | 28 años   | 164 cm (5 ft 5 in)  | Derecha   | Derecha   |                                                            |
| Receptoras      | 32        | Nayu Kiyohara    | 33 años   | 165 cm (5 ft 5 in)  | Derecha   | Derecha   | Jugadora-entrenadora Compitió en los Juegos Olímpicos 2020 |
| Cuadro interior | 1         | Kano Horiguchi   | 25 años   | 160 cm (5 ft 3 in)  | Izquierda | Derecha   |                                                            |
| Cuadro interior | 5         | Rio Sugimoto     | 27 años   | 162 cm (5 ft 4 in)  | Derecha   | Derecha   |                                                            |
| Cuadro interior | 6         | Ayumi Suzuki     | 32 años   | 158 cm (5 ft 2 in)  | Derecha   | Derecha   |                                                            |
| Cuadro interior | 9         | Honoka Sugiura   | 22 años   | 165 cm (5 ft 5 in)  | Derecha   | Derecha   |                                                            |
| Cuadro interior | 10        | Chiharu Nasu     | 28 años   | 161 cm (5 ft 3 in)  | Derecha   | Derecha   |                                                            |
| Cuadro interior | 12        | Miho Suzuki      | 22 años   | 166 cm (5 ft 5 in)  | Izquierda | Derecha   |                                                            |
| Cuadro interior | 23        | Hannah Flippen   | 30 años   | 160 cm (5 ft 3 in)  | Derecha   | Derecha   |                                                            |
| Cuadro interior | 28        | Rena Okoshi      | 24 años   | 168 cm (5 ft 6 in)  | Derecha   | Derecha   |                                                            |
| Cuadro interior | 33        | Haruna Moriyama  | 31 años   | 165 cm (5 ft 5 in)  | Derecha   | Derecha   |                                                            |
| Jardineras      | 3         | Sara Takase      | 26 años   | 152 cm (4 ft 12 in) | Derecha   | Derecha   |                                                            |
| Jardineras      | 8         | Natsumi Fujimori | 25 años   | 168 cm (5 ft 6 in)  | Izquierda | Derecha   |                                                            |
| Jardineras      | 11        | Ayana Karoji     | 24 años   | 165 cm (5 ft 5 in)  | Derecha   | Derecha   |                                                            |
| Jardineras      | 14        | Hinano Yamamoto  | 23 años   | 161 cm (5 ft 3 in)  | Izquierda | Izquierda |                                                            |
| Jardineras      | 15        | Midori Yamaguchi | 29 años   | 161 cm (5 ft 3 in)  | Izquierda | Derecha   |                                                            |
| Jardineras      | 20        | Yuika Hirata     | 22 años   | 171 cm (5 ft 7 in)  | Derecha   | Derecha   |                                                            |
| Cuerpo técnico  |           |                  |           |                     |           |           |                                                            |
| Senior advisor  | -         | Haruka Saito     | 55 años   | -                   | -         | -         | Seleccionadora de Japón en los Juegos Olímpicos 2008       |
| Mánager         | 30        | Shuji Murayama   | 42 años   | -                   | -         | -         |                                                            |
| Entrenadores    | 31        | Miho Kurita      | 36 años   | -                   | -         | -         |                                                            |
| Entrenadores    | 32        | Nayu Kiyohara    | 33 años   | -                   | -         | -         | Jugadora-entrenadora                                       |